# Pallacanestro ai I Giochi giovanili dell'Asia dell'est
Le competizioni di pallacanestro ai I Giochi giovanili dell'Asia dell'est si sono svolte dal 19 al 23 agosto 2023 a Ulan Bator, in Mongolia.

## Podi

### Ragazzi
| Evento          | Oro  | Argento       | Bronzo   |
| Torneo maschile | Cina | Taipei cinese | Mongolia |

### Ragazze
| Evento           | Oro  | Argento   | Bronzo   |
| Torneo femminile | Cina | Hong Kong | Mongolia |